# Selvagem
Selvagem– ciclo de estudos sobre a vida es un proyecto que realiza actividades y diálogos entre saberes desde la perspectiva indígena, académica, científica, tradicional y de otras especies.
Todas las actividades son gratuitas e incluyen círculos de conversación, publicación de cuadernos, ciclos de lectura y contenidos audiovisuales (conversaciones en línea, vídeos y chats), con foco en la diversidad de conocimientos.
Selvagem también realiza acciones de apoyo a proyectos indígenas para fortalecer y transmitir conocimientos tradicionales, a través de una red denominada Escuelas Vivas. Las escuelas reciben transferencias financieras mensuales para apoyar su mantenimiento.

## Historia
Selvagem - ciclo de estudos sobre a vida fue creado por Anna Dantes, investigadora y editora, y Ailton Krenak, escritor, activista y líder indígena, con la propuesta inicial de realizar un ciclo de estudios presenciales que promoviera conversaciones y encuentros relacionando conocimientos desde diferentes perspectivas.
La primera edición del ciclo de estudios tuvo lugar los días 13, 14 y 15 de noviembre de 2018 en el teatro del Jardín notánico de Río de Janeiro, y contó con la mediación de Ailton Krenak, al igual que en las ediciones posteriores. Ese año se trataron temas como los orígenes de la vida, las plantas maestras y el ADN. La edición se construyó desde una diversidad de perspectivas, recibiendo nombres relevantes de la antropología, como Els Lagrou y Jeremy Narby, de líderes indígenas, como Moisés Piyãko y Torami-Kehiri (Luiz Luna), y de científicos, como Gustavo Porto de Mello y Alexandre Quinet.  
En 2020, con la pandemia de COVID-19, se suspendieron las actividades presenciales y el ciclo de estudios concentró sus acciones en el entorno virtual. Fue también en ese año que comenzó Comunidade Selvagem, una red de voluntarios que colaboran en la producción de diferentes frentes de estudio, como la producción de materiales y cursos, así como la traducción de textos y videos a otros idiomas.
En 2021, Selvagem inició la publicación de una serie audiovisual de 7 cortometrajes, titulada Flechas Selvagem. La serie aprovecha imágenes existentes, en internet o en obras de arte, y las relaciona con una narrativa, abordando temas vinculados a la ciencia, el arte y el conocimiento de los pueblos indígenas.    
Desde 2022 se retoman las actividades presenciales del ciclo de estudios. Ese año también comenzó el apoyo de Selvagem a los cuatro centros de cultura y conocimiento indígena que hoy conforman la red de Escuelas Vivas apoyadas por el proyecto.La red coordinada por Cristine Takuá está conformada por las siguientes escuelas:
- Shubu Hiwea, del pueblo huní kuin,
- Aldeia Escola Floresta, de los maxakali,
- Mbya Arandu Porã, de los guaraní mbyá, y el
- Centro de Medicina Bahserikowi, de los tucano

En 2023, el proyecto comenzó a crear y poner a disposición contenidos destinados a activar debates sobre ciencia y conocimientos originales entre los niños, realizando talleres, exposiciones y otras actividades.